# Otto Steffen
Otto I. Steffen (Idar-Oberstein, 10 agosto 1874 – Buffalo, 7 novembre 1957) è stato un ginnasta e multiplista statunitense di origine tedesca.

## Biografia
Nato in Germania, giunse negli Stati Uniti nel 1890 e prese la cittadinanza USA nel 1900. Steffen partecipò ai Giochi olimpici di Saint Louis 1904, dove vinse la medaglia d'argento nella gara di concorso a squadre. Alla stessa Olimpiade giunse ventesimo nel triathlon e sesto nel concorso a tre eventi.

## Palmarès
In carriera ha conseguito i seguenti risultati:
- Giochi olimpici

St. Louis 1904: medaglia d'argento nel concorso a squadre.